# San Pablo Villa de Mitla
San Pablo Villa de Mitla (meist nur Mitla) ist ein Ort mit etwa 8.500 Einwohnern und Hauptort einer Gemeinde (municipio) mit ca. 13.000 Einwohnern im mexikanischen Bundesstaat Oaxaca. Seit dem Jahr 2015 ist der Ort als Pueblo Mágico eingestuft.

## Lage und Klima
Der Ort San Pablo Villa de Mitla liegt im Valle de Oaxaca ca. 44 km (Fahrtstrecke) südöstlich der Stadt Oaxaca de Juárez in einer Höhe von ca. 1680 m. Das Klima ist trocken und warm; der insgesamt eher spärliche Regen (ca. 625 mm/Jahr) fällt hauptsächlich während des Sommerhalbjahrs.

## Bevölkerungsentwicklung
| Jahr      | 2000  | 2005  | 2010  |
| Einwohner | 7.158 | 7.829 | 8.167 |

Die zum Teil aus dem Umland zugewanderten Bewohner des Ortes sprechen in der Regel zapotekische oder Nahuatl-Dialekte.

## Wirtschaft
Bereits in vorspanischer Zeit war Mitla ein wichtiges Wirtschafts- und Handelszentrum der Zapoteken-Indianer. Die Menschen der Region leben noch heute weitgehend als Selbstversorger von den Erträgen ihrer Felder (Mais, Weizen) und Gärten (Kartoffeln, Bohnen, Tomaten, Chili etc.). Viehzucht wurde nur in geringem Umfang betrieben (Hühner, Truthühner); mittlerweile spielt sie eine wichtige Rolle in den umliegenden Dörfern. Im Ort selbst haben sich Kleinhändler, Handwerker und Dienstleister aller Art niedergelassen.

## Geschichte
Die hier lebenden Indianer leisteten insgesamt nur wenig Widerstand gegen die aztekische und gegen die spanische Okkupation.

## Sehenswürdigkeiten
- Wichtigste Sehenswürdigkeiten des Ortes sind die Paläste der präkolonialen Stätte von Mitla.
- Die auf einer präspanischen Plattform stehende dreikuppelige Pfarrkirche San Pablo ist dem Apostel Paulus geweiht und stammt aus dem 16./17. Jahrhundert. Das kuppelbedeckte Kirchenschiff ist für Mexiko eher ungewöhnlich.
- Das im Ortszentrum gelegene Museo Frisell de Arte Zapoteca Mitla präsentiert Funde aus der Ruinenstätte.

Umgebung
- Die Palastruinen der archäologischen Stätte von Yagul sind nur knapp 13 km entfernt. Die zapotekischen Gräber von Zaachila befinden sich ca. 15 km südlich von Oaxaca.